# Marco Vitali
Marco Vitali (Fano, 18 giugno 1960) è un ex ciclista su strada italiano.
Professionista dal 1983 al 1991, vinse una tappa al Giro d'Italia 1987.

## Carriera
Soprannominato "lo svizzero" (in quanto residente nel Canton Ticino) o "il filosofo" (era studente alla facoltà di filosofia dell'Università di Pavia), in carriera vanta cinque successi tra i professionisti: a oggi detiene il maggior numero di vittorie (tre) nel Gran Premio di Lugano.
Passato al professionismo nel 1983 dopo aver chiuso al secondo posto il campionato italiano dilettanti nel 1982, al Giro d'Italia 1987 si rese protagonista di una lunga fuga con Alessandro Paganessi e Marco Giovannetti andando a vincere in volata sul traguardo di Riva del Garda. Nell'estate 1989 si mise in luce in diverse gare, arrivando a vincere la parte "c" del Trittico Premondiale e guadagnando così la convocazione in Nazionale in occasione dei Campionati del mondo di Chambéry, dove per altro si ritirò.
Tra i suoi piazzamenti si ricordano due terzi posti consecutivi (quinta e sesta tappa) alla Vuelta a España nel 1984, un terzo posto nella quarta tappa del Tour de Romandie, un secondo posto nella sedicesima tappa del Giro d'Italia 1988.
Dopo il ritiro dall'attività agonistica, Vitali è restato nell'ambiente del ciclismo, come commentatore tecnico delle gare ciclistiche per la RSI, la televisione svizzera.

## Palmarès
- 1978 (dilettanti)

Coppa della Pace
- 1980 (dilettanti)

Trofeo Amedeo Guizzi (Brescia)
- 1981 (dilettanti)

Nastro d'Oro
Meisterschaft von Zürich
- 1982 (dilettanti)

Gran Premio di Mendrisio
Gran Premio di Lugano
Gran Premio di Lancy
- 1985

Classifica generale Sei giorni del sole
- 1987

17ª tappa Giro d'Italia (Canazei > Riva del Garda)
- 1988

Gran Premio di Lugano
- 1989

2ª prova Gran Premio Sanson (Trittico Premondiale Veneto)
- 1990

Gran Premio di Lugano

### Altri successi
- 1985

2ª tappa Giro d'Italia (Busto Arsizio > Milano, cronometro a squadre)
- 1990

1ª tappa Schwanenbrau Cup (Schwäbisch Gmünd, cronometro a squadre)

## Piazzamenti

### Grandi Giri
- Giro d'Italia

1985: 31º
1986: 37º
1987: 63º
1988: 35º
1990: 54º
1991: 37º
- Vuelta a España

1984: 22º

### Classiche monumento
- Milano-Sanremo

1985: 126º
1986: 43º
1987: 69º
1988: 67º
- Giro delle Fiandre

1988: 71º
- Liegi-Bastogne-Liegi

1986: 34º
- Giro di Lombardia

1988: 24º
1989: 37º
1991: 10º

### Competizioni mondiali
- Campionati del mondo

Chambéry 1989 - In linea: ritirato

## Riconoscimenti
- Mendrisio d'argento del Velo Club Mendrisio nel 1976 e 1981